# Liste der Biografien/Ank
Liste der Biografien |
Portal Biografien |
Personensuche
# |
A |
B |
C |
D |
E |
F |
G |
H |
I |
J |
K |
L |
M |
N |
O |
P |
Q |
R |
S |
T |
U |
V |
W |
X |
Y |
Z |
?
 
Aa |
Ab |
Ac |
Ad |
Ae |
Af |
Ag |
Ah |
Ai |
Aj |
Ak |
Al |
Am |
An |
Ao |
Ap |
Aq |
Ar |
As |
At |
Au |
Av |
Aw |
Ax |
Ay |
Az
 
Ana–Anc |
And |
Ane |
Anf |
Ang |
Anh |
Ani |
Anj |
Ank |
Anl |
Anm |
Ann |
Ano |
Anp |
Anq |
Anr |
Ans |
Ant–Anz
Die Liste der Biografien führt alle Personen auf, die in der deutschsprachigen Wikipedia einen Artikel haben. Dieses ist eine Teilliste mit 108 Einträgen von Personen, deren Namen mit den Buchstaben „Ank“ beginnt.

## Ank
- Ank, Matthias (* 1959), deutscher Kirchenmusiker

### Anka
- Anka Ninawaman, Ch’aska (* 1973), peruanische Dichterin
- Anka, El Hajj Muhammad El (1907–1978), algerischer Musiker
- Anka, Emil (* 1969), ungarischer Schachmeister
- Anka, Paul (* 1941), kanadischer Sänger, Komponist, Liedtexter und SchauspielerPaul Anka (* 1941)

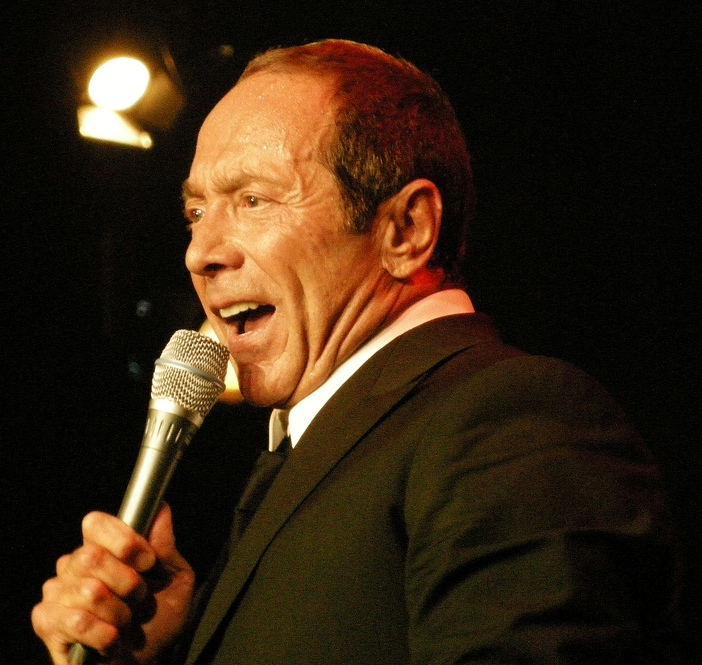
Paul Anka (* 1941)

- Ankah, Flo (* 1983), französische Schauspielerin und Filmemacherin
- Ankan, numidischer Zimmermann
- Ankan (466–536), 27. Tennō von Japan (531–535)
- Ankara, Duygu (1950–1996), türkische Schauspielerin
- Ankarberg Johansson, Acko (* 1964), schwedische Politikerin (Kristdemokraterna), Reichstagsmitglied, Gesundheitsministerin
- Ankarcrona, Theodor (1687–1750), schwedischer Admiral und Landshövding über Stockholms län

### Anke
- Anke, Andreas (* 1973), deutscher Schauspieler
- Anke, Arno (1879–1968), deutscher Architekt
- Anke, Hannelore (* 1957), deutsche Schwimmerin
- Anke, Hans Ulrich (* 1968), deutscher Kirchenjurist, Präsident des Kirchenamtes der EKD
- Anke, Paula (* 1961), deutsch-französische Künstlerin
- Ankel, Cornelius (1930–1976), deutscher Prähistoriker
- Ankel, Wulf Emmo (1897–1983), deutscher Zoologe, Meeresbiologe und Hochschullehrer
- Ankelen, Eugen (1858–1942), deutscher Landschafts- und Vedutenmaler sowie Schriftsteller
- Anken, Cornelia (* 1967), deutsche Krimi-Schriftstellerin
- Anken, Isaac (1885–1945), Schweizer Politiker
- Anken, Olivier (* 1957), Schweizer Eishockeytorhüter
- Anken, Vital (* 1992), Schweizer Skispringer
- Ankenbrand, Adam (1887–1948), deutscher SS-Unterscharführer und KZ-Wachmann
- Ankenbrand, Ludwig (1888–1971), deutscher freireligiöser Geistlicher, Schriftsteller und Journalist
- Ankenbrand, Ludwig (1889–1928), deutscher Journalist
- Ankenbrank, Kurt (1892–1982), deutscher Ministerialbeamter und Jurist
- Ankeny, Levi (1844–1921), US-amerikanischer Politiker
- Ankeny, Nesmith (1927–1993), US-amerikanischer Mathematiker
- Anker Møller, Katti (1868–1945), norwegische Frauenrechtlerin
- Anker, Albert (1831–1910), Schweizer Maler
- Anker, Alfons (1872–1958), deutsch-schwedischer Architekt, Neues Bauen, Der Ring
- Anker, Bernt (1746–1805), norwegischer Holzhändler, Schiffsreeder und Bergwerkseigner
- Anker, Carsten (1747–1824), norwegischer Kaufmann und Politiker
- Anker, Christian August (1840–1912), Pionier der Holzverarbeitung und des modernen Bergbaus in Norwegen
- Anker, Conrad (* 1962), US-amerikanischer Felskletterer, Bergsteiger und AutorConrad Anker (* 1962)

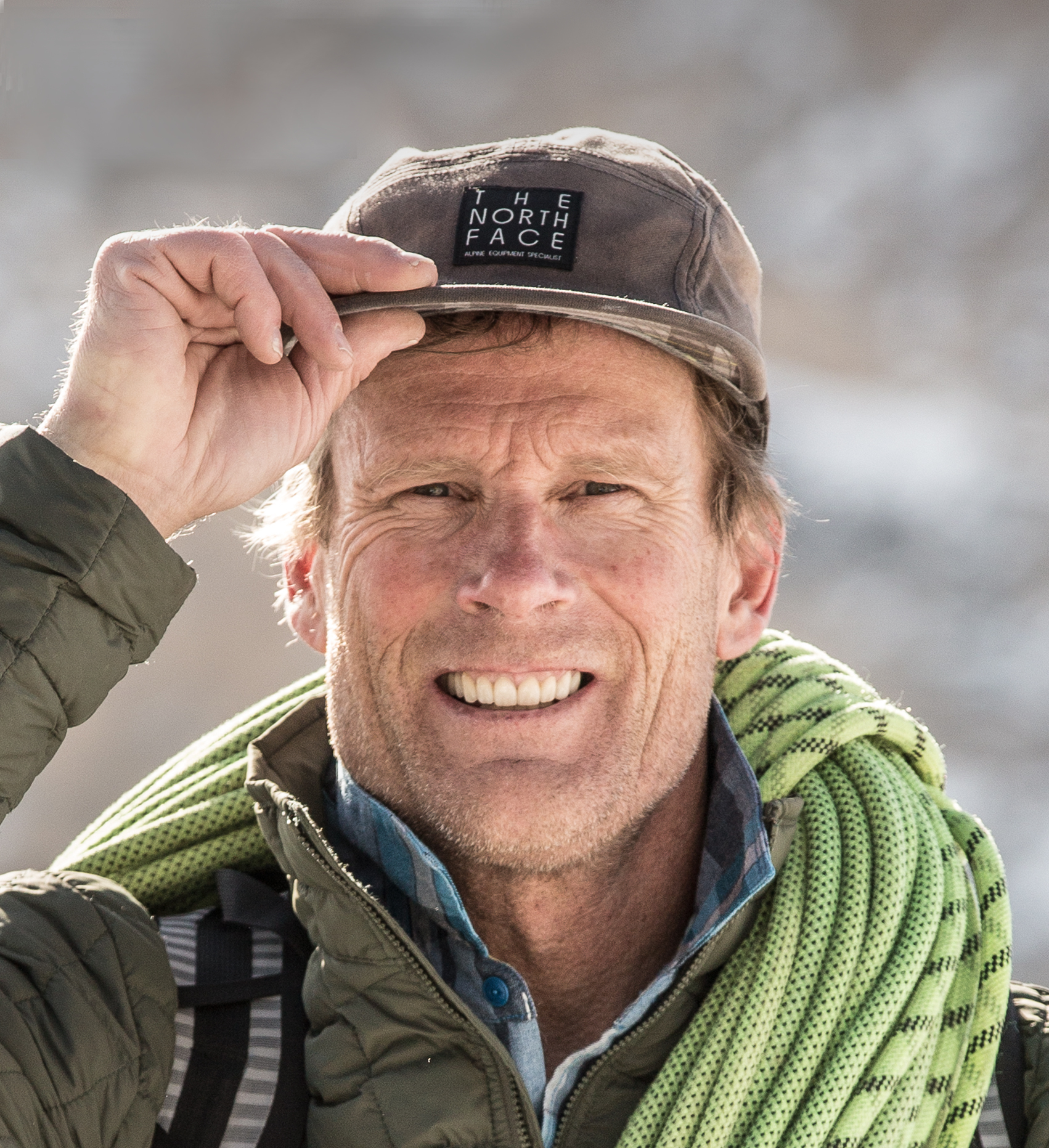
Conrad Anker (* 1962)

- Anker, Daniel (* 1954), Schweizer Journalist und Autor
- Anker, Daniel (1964–2014), US-amerikanischer Filmproduzent und Filmregisseur
- Anker, Ella (1870–1958), norwegische Journalistin, Schriftstellerin und Spiritistin
- Anker, Elwin von (1835–1915), preußischer Generalmajor
- Anker, Erik (1903–1994), norwegischer Segler
- Anker, Herbert (1908–1987), deutscher Architekt
- Anker, Herman (1839–1896), norwegischer Reformpädagoge und Gründer der ersten Volkshochschule Norwegens
- Anker, Ingrid (* 1946), deutsche Sozialwissenschaftlerin und Kommunalpolitikerin
- Anker, Johan (1871–1940), norwegischer Segler, Olympiasieger, Yachtkonstrukteur und Werftbesitzer
- Anker, Lotte (* 1958), dänische Jazz-Saxophonistin
- Anker, Ludwig (1822–1887), österreichisch-ungarischer Entomologe und Naturalienhändler
- Anker, Matthias Joseph (1771–1843), österreichischer Arzt und Geologe
- Anker, Øyvind (1904–1989), norwegischer Bibliothekar, Literatur-, Musik- und Theaterhistoriker
- Anker, Peder (1749–1824), norwegischer Staatsminister in Stockholm
- Anker, Peter (1744–1832), norwegischer Diplomat, Gouverneur der dänischen Kolonie Tranquebar
- Anker, Peter (1927–2012), norwegischer Kunsthistoriker und Museumsdirektor
- Anker, Peter Bernhard (1825–1856), norwegischer Genremaler der Düsseldorfer Schule
- Anker, Suzanne (* 1946), US-amerikanische Künstlerin und Kunsttheoretikerin
- Anker, Willy (1885–1960), deutscher Politiker und Widerstandskämpfer gegen den Nationalsozialismus
- Anker-Doedens, Lida van der (1922–2014), niederländische Kanutin
- Ankerberg, Wenzel von (1757–1824), österreichischer Schachspieler, Beamter und Numismatiker
- Ankergren, Casper (* 1979), dänischer Fußballspieler
- Ankerhold, Joachim, Physiker und Hochschullehrer
- Ankerman, Jan (1906–1942), niederländischer Hockeyspieler
- Ankermann, Bernhard (1859–1943), deutscher Ethnologe und Afrikaforscher
- Ankermann, Ernst (1928–2021), deutscher Jurist
- Ankermann, Horst (1921–2005), deutscher Pharmakologe und Künstler
- Ankermann, Michael (* 1960), deutscher Politiker (CDU), MdL
- Ankermann, Theodor (1888–1967), deutscher Gewerkschafter und Politiker
- Ankermüller, Willi (1901–1986), deutscher Jurist und Politiker (CSU), MdL
- Ankers, Evelyn (1918–1985), britische Schauspielerin
- Ankersen, Jakob (* 1990), dänischer Fußballspieler
- Ankersen, Peter (* 1990), dänischer Fußballspieler
- Ankershofen, Gottlieb von (1795–1860), österreichischer Historiker und Landeskonservator
- Ankersmit, Frank (* 1945), niederländischer Historiker
- Ankersmit, Hendrik Jan L. (* 1970), Thoraxchirurg und Unternehmer
- Ankerst, Jaka (* 1989), slowenischer Eishockeyspieler
- Ankerstjerne (* 1984), dänischer Rapper
- Ankerstjerne, Johan (1886–1959), dänischer Kameramann
- Ankert, Torsten (* 1988), deutscher EishockeyspielerTorsten Ankert (* 1988)

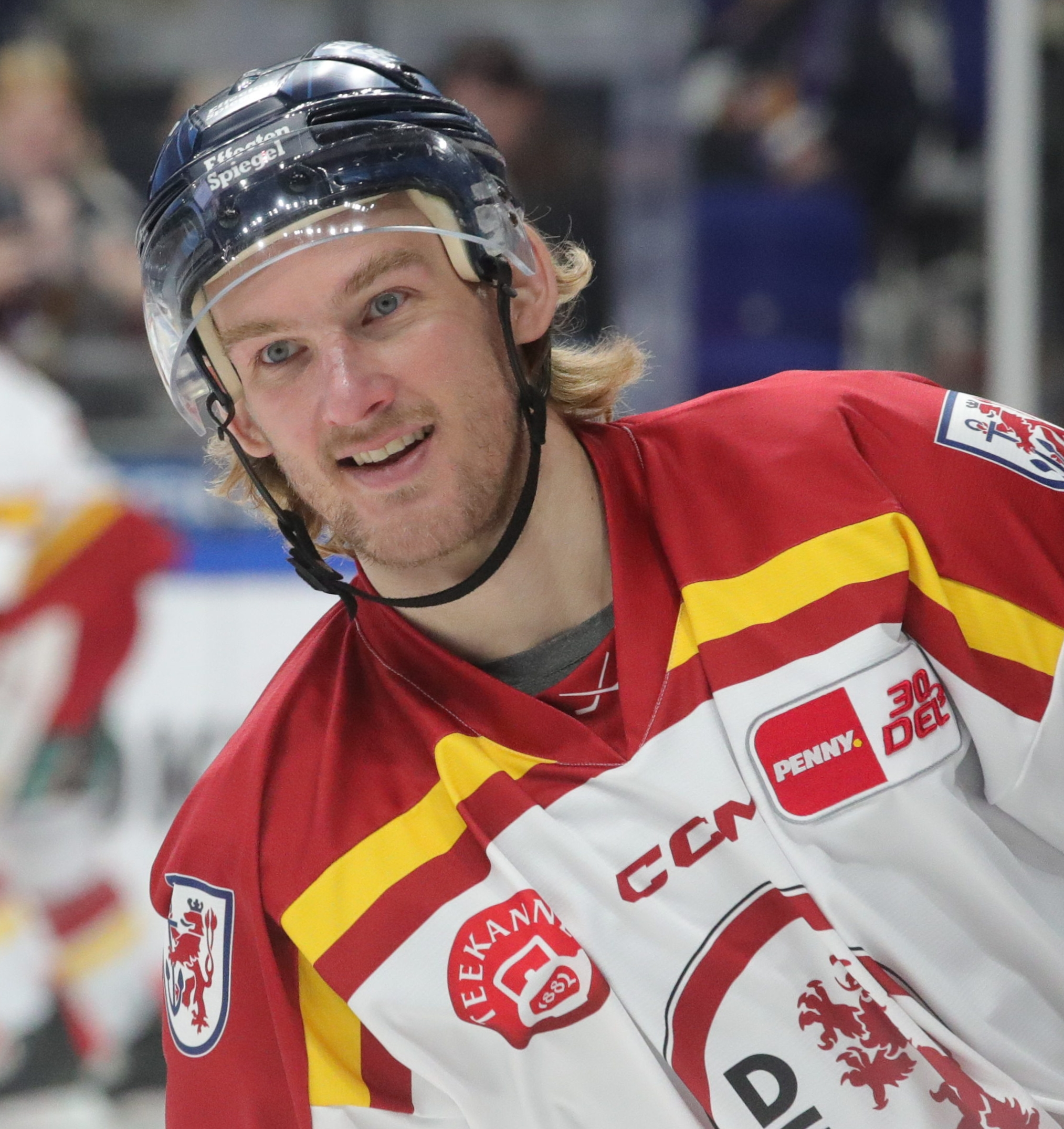
Torsten Ankert (* 1988)

- Anketell, John Henry (1835–1905), US-amerikanischer episkopaler Theologe

### Ankh
- Ankhmaa (* 1986), mongolische Schauspielerin und Sängerin

### Anki
- Ankiewicz, Emilia (* 1990), polnische Leichtathletin
- Ankinowitsch, Jekaterina Alexandrowna (1911–1991), sowjetische Geologin und Hochschullehrerin
- Ankipāns, Ģirts (* 1975), lettischer Eishockeyspieler

### Ankl
- Anklam, Axel (1971–2022), deutscher Künstler
- Anklam, Ben, US-amerikanischer Schauspieler, Drehbuchautor und Filmschaffender
- Anklam, Gert (* 1969), deutscher Saxophonist
- Anklam, Matthias (* 1968), deutscher Fußballschiedsrichter
- Anklam-Trapp, Kathrin (* 1968), deutsche Politikerin (SPD), MdLKathrin Anklam-Trapp (* 1968)

Kathrin Anklam-Trapp (* 1968)

- Anklev, Björn (* 1979), schwedischer Fußballspieler
- Ankli, Remo (* 1973), Schweizer Politiker
- Anklin, Marie Margaretha (1878–1916), Schweizer Musikerin und Literaturkennerin

### Anko
- Ankō († 456), 20. Tennō von Japan
- Ankola, Salil (* 1968), indischer Cricketspieler und Schauspieler
- Ankourao, Kalla (* 1946), nigrischer Politiker
- Anković, Andrija (1937–1980), jugoslawischer Fußballspieler und -trainer
- Ankovic, Zvonimir (* 1972), deutscher Schauspieler
- Ankowitsch, Christian (* 1959), österreichischer Journalist und SchriftstellerChristian Ankowitsch (* 1959)

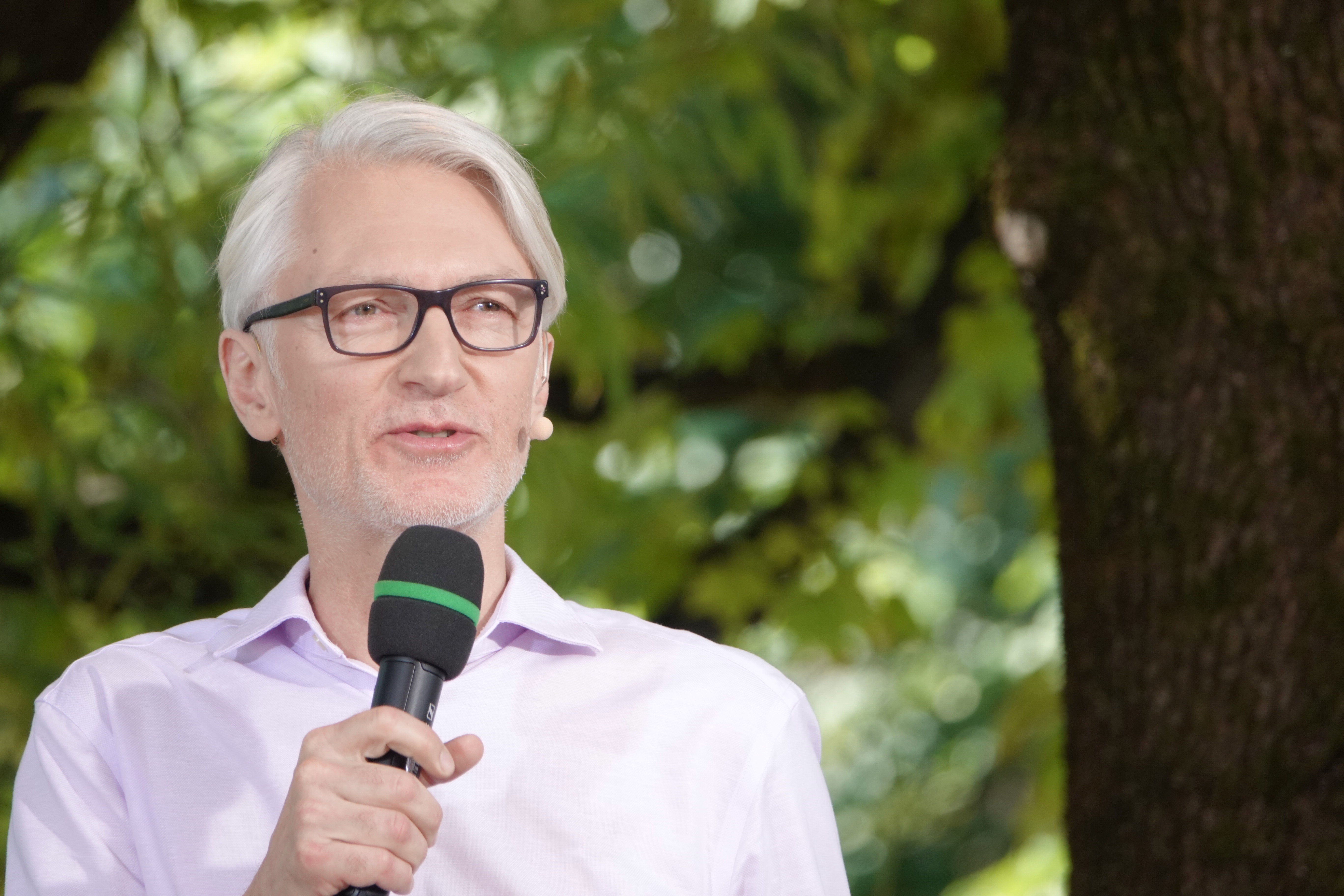
Christian Ankowitsch (* 1959)

### Ankr
- Ankrah, Joseph Arthur (1915–1992), ghanaischer Politiker, Staatschef von Ghana (1966–1969)
- Ankrah, Lydia (* 1973), ghanaische Fußballspielerin
- Ankrah, Roy († 1995), ghanaischer Boxer
- Ankri, Etti (* 1963), israelische Sängerin
- Ankrum, Morris (1896–1964), US-amerikanischer Charakterdarsteller

### Anku
- Ankudinoff, Ashlee (* 1990), australische Radrennfahrerin
- Ankudinova, Anna (* 2002), lettische Unihockeyspielerin
- Ankudinow, Gerassim, Kosaken-Desjatnik und Polarforscher
- Ankum, Johan Albert (1930–2019), niederländischer Rechtswissenschaftler und Rechtshistoriker

### Ankw
- Ankwab, Alexander (* 1952), abchasischer Politiker
- Ankwicz von Skarbek-Poslawice, Andreas Alois (1777–1838), Erzbischof von Lemberg; Erzbischof von Prag
- Ankwicz, Krystyna (1907–1985), polnische Schauspielerin
- Ankwicz-Kleehoven, Hans (1883–1962), österreichischer Kunsthistoriker und Bibliothekar